# Stefano Ribera
Stefano Ribera (Messina, 1823 – Messina, 25 agosto 1888) è stato un librettista, scrittore, giornalista e patriota italiano.
Sostenitore delle idee liberali e anti-borbonico, fu fondatore e direttore nel 1856 della rivista culturale Tremacoldo; fondò in seguito con Alberto Mario l'Indipendente, primo giornale politico fondato a Messina dopo la caduta dei Borboni.
Scrisse alcuni libretti d'opera, quali: Il Conte di Rossiglione, melodramma in tre atti (1854), Caterina Howard, melodramma tragico in 5 parti (1859), Ezzelino III, tragedia lirica in tre parti (1860); e un saggio Il nostro ospedale civico. Osservazioni e rimpianti d'un cittadino, (1882).
È tumulato nella galleria monumentale all'ingresso del cimitero monumentale di Messina. Al suo nome il comune di Messina ha dedicato una via cittadina.